# 職員会議
職員会議（しょくいんかいぎ）とは、ある組織に所属する職員を出席者として行う会議または、職員による合議制の機関のことである。特に学校に設けられるものを指す場合が多く、以下本記事で説明する。

## 学校における職員会議
学校教育法施行規則（昭和22年文部省令第11号）の第48条に定められており、次のように特徴づけられている。
1. 学校の設置者の定めるところによりおかれるもの。
2. 校長の職務の円滑な執行に資することを目的とする。
3. 校長が主宰する。

職員会議をおくことができるのは、幼稚園、小学校、中学校、高等学校、中等教育学校、特別支援学校である。大学、短期大学、大学院、高等専門学校には設置されず、教授会が職員会議の役割を担っている。
元々、職員会議は単なる校長の補助機関ではないとする説が根強かったが、対立を繰り返し意思決定を困難にした場合もあったので、文部省（当時）の中央教育審議会が1998年9月に「今後の地方教育行政の在り方について」という答申の中で職員会議のありかたについて提案し、文部省が2000年、学校教育法施行規則を改正し、職員会議の規定を盛り込んだ。